# Harpactea oglasana
Harpactea oglasana är en spindelart som beskrevs av Gasparo 1992. Harpactea oglasana ingår i släktet Harpactea och familjen ringögonspindlar.
Artens utbredningsområde är Italien. Inga underarter finns listade i Catalogue of Life.